# Kaoma
Kaoma – francuski zespół muzyczny wykonujący zouk i muzykę latynoamerykańską, założony w 1989 roku. Muzyka, jaką prezentuje, to mieszanka rytmów boliwijsko-brazylijskich.
Nie wszyscy członkowie zespołu pochodzili z Francji. Główna wokalistka Loalwa Braz urodziła się w 1953 roku, była brazylijską piosenkarką zamieszkałą w Paryżu. Podobnie Fania, chórzystka w zespole, pochodzi z Senegalu.
Obecnie w składzie znajduje się Chyco Dru, Jacky Arconte, Etna Brasyl, Dyami i Alan Hoy. Pod koniec lat 90. z zespołu odeszła Loalwa Braz.
W 1989 roku Kaoma nagrała taneczny przebój „Lambada”. Piosenka zadebiutowała na 46. pozycji w Billboard Hot 100, następnie osiągając 4. miejsce w UK Singles Chart. Utwór jednak jako pierwsza wykonała boliwijska grupa folkowa „Los Kjarkas” w 1981 roku pod tytułem „Llorando se fue”. W tym samym roku został wydany debiutancki album Worldbeat.
W 1991 roku ukazał się album Tribal Pursuit, z którego wydano single „Danca Tago Mago”, „Mamae Afrika” i „Moço do dende”.

## Dyskografia
- Worldbeat (1989)
- Tribal Pursuit (1991)
- A La Media Noche (1998)
- The Very Best of Kaoma (2014)